# Humnicki Hrabia

Herb z nadania w 1790 roku

Herb z nadania w 1794 roku

Humnicki – polski herb hrabiowski, odmiana herbu Gozdawa nadany w zaborze austriackim.

## Opis herbu
Nadano dwa herby hrabiowskie dwóm osobom o tym samym nazwisku. Opisy stworzone zgodnie z klasycznymi zasadami blazonowania:
Herb z 1790: Tarcza czwórdzielna w krzyż z polem sercowym. W polu sercowym, czerwonym, gozdawa srebrna; w polu I, czerwonym, trzy kopie złote w roztrój, dwie ku górze, jedna na opak; w polu II, błękitnym, półksiężyc złoty z takąż gwiazdą między rogami; w polu III, błękitnym, podkowa złota z takimż krzyżem kawalerskim między ocelami; w polu IV, dwudzielnym w słup, z prawej czerwonym, z lewej srebrnym, z prawej róg bawoli skręcony, brązowy, z lewej róg jeleni czerwony. Nad tarczą korona hrabiowska. Nad nią hełmy z pięcioma klejnotami: klejnot I: gozdawa srebrna na ogonie pawim; klejnot II: pół kozła szarego, wspiętego; klejnot III: półksiężyc złoty z takąż gwiazdą między rogami na ogonie pawim; klejnot IV: jastrząb w lewo, trzymający w lewym szponie podkowę złotą z takąż gwiazdą między ocelami; klejnot V: z prawej róg bawoli srebrny, z lewej róg jeleni, czerwony. Labry: zgodne z barwami odnośnych herbów (wierzch – pole, podbicie – główne godło). Trzymacze: dwóch rycerzy w zbrojach, z uniesionymi przyłbicami, i pióropuszami czerwonymi, patrzących na zewnątrz.
Herb z 1794: Tarcza czwórdzielna w krzyż. W polu I, czerwonym, gozdawa srebrna; w polu II, w słup czerwono-srebrnym z prawej róg bawoli naturalny, z lewej róg jeleni naturalny; w polu III, czerwonym, krzyż srebrny w tarczy, pod którego lewym ramieniem łękawica srebrna; w polu IV, srebrnym, orzeł czerwony bez głowy z gwiazdą złotą w jej miejsce. Nad tarczą korona hrabiowska, nad którą cztery hełmy z klejnotami. Klejnot I: gozdawa srebrna na ogonie pawim; klejnot II: z prawej róg bawoli, z lewej jeleni, naturalne; klejnot III: krzyż gorejący, srebrny, między rogami bawolimi; klejnot IV: pięć piór strusich, dwa srebrne między trzema czerwonymi. Wszystkie labry czerwone, podbite srebrem. Trzymacze: dwóch rycerzy w różowych spódniczkach z otwartymi przyłbicami, patrzący na zewnątrz, w zewnętrznych rękach trzymający szable ostrzami w dół i do siebie.

## Najwcześniejsze wzmianki
Nadany w Galicji z tytułem hrabiowskim oraz predykatem hoch- und wohlgeboren (wysoko urodzony i wielmożny) po raz pierwszy Michałowi Humnickiemu 18 marca 1790. Podstawą nadania był patent szlachecki z 1775, pochodzenie od kasztelana sanockiego Jerzego. Następne nadanie tytułu otrzymał 6 września 1794 inny Michał Humnicki, daleki krewny pierwszego. Podstawą nadania tytułu był patent z 1775, potwierdzona genealogia, domicyl oraz przywiązanie do domu cesarskiego.

## Symbolika
Herby zawierają skrócony wywód genealogiczny.
Herb z 1790: Wynika z niego, że ojciec herbownego, Stanisław, był herbu Gozdawa, jego babka, Pudencjanna Romer, herbu Jelita, prababka ojczysta, Marianna Grabkowska, herbu Jastrzębiec, praprababka ojczysta, Jadwiga Krasicka, herbu Rogala. Nie wiadomo do kogo należał herb Leliwa (pole II).
Herb z 1794: Wynika z niego, że ojciec herbowego, Józef, był herbu Gozdawa, matka, Salomea Morska, herbu Rogala. Reszta nazwisk przodków i ich herbów jest niepewna.

## Herbowni
Jedna rodzina herbownych:
graf von Humniska Humnicki.